# Goran Jurić
Goran Jurić és un exfutbolista croat, nascut el 5 de febrer de 1963 a Mostar. Ocupava la posició de defensa.
Va jugar a la lliga de l'antiga Iugoslàvia amb el Velez Mostar i l'Estrella Roja de Belgrad. El 1991 deixa el país per recalar al Celta de Vigo. Dos anys després retorna als Balcans, per a jugar amb la nova lliga croata, en la qual hi militaria en diversos equips. La temporada 00/01 romandria uns mesos a la competició japonesa.
Ha estat internacional amb la selecció de l'antiga Iugoslàvia i amb la selecció de Croàcia. Amb aquest darrer combinat hi va participar en el Mundial de França de 1998.